# Clemens Lugowski

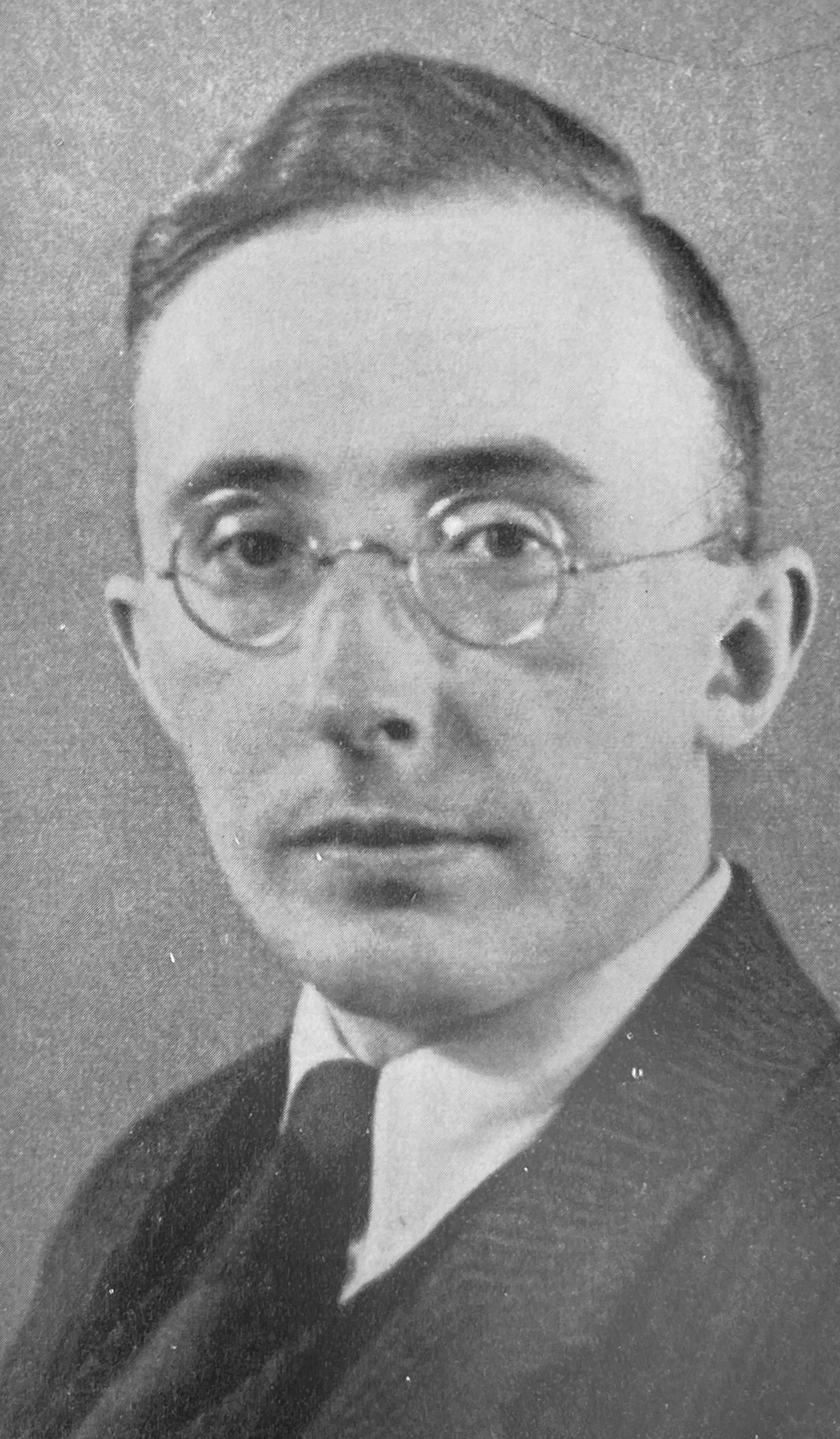
Clemens Lugowski

Clemens Lugowski (* 22. Februar 1904 in Berlin; † 26. Oktober 1942 in Ropscha bei Leningrad) war ein deutscher Germanist. 

## Leben und Werk
Lugowski war der Sohn eines Berliner Bahnhofsvorstehers. Er studierte zunächst ab 1922 Maschinenbau in Berlin, später dann Germanistik, Geschichte und Philosophie. Etwa ab 1928 wandte er sich ausschließlich dem Fachgebiet der Germanistik zu, worin er eine akademische Laufbahn anstrebte. 1931 wurde Lugowski in Göttingen mit einer Studie zur deutschen Prosaerzählung promoviert. Er untersucht darin die Eigenheiten frühneuzeitlicher Literatur, wobei sein besonderes Augenmerk den Romanen Jörg Wickrams gilt. Eine zentrale Funktion nimmt Lugowskis Idee des Mythischen Analogons ein. Diesen Begriff benutzt er, um eine von ihm angenommene Analogie zwischen der vormodernen Literatur und dem antiken Mythos zu beschreiben. Die Arbeit ist vor allem von den Schriften Ernst Cassirers beeinflusst.
1935 habilitierte sich Lugowski in Göttingen mit Untersuchungen zu Heinrich von Kleist. Da diese von seinen Kollegen gut aufgenommen wurden, kam es zu ersten Lehrstuhlvertretungen in Heidelberg und Königsberg. 1938 heiratete er in Nürnberg Mathilde Gertung, mit der er zwei Töchter hatte. Zusammen mit Karl Hunger gab Lugowski die „Zeitschrift für deutsche Bildung“ heraus. Im Jahre 1939 wurde er außerordentlicher Professor für Ältere deutsche Literatur an der Universität Kiel und 1942 ordentlicher Professor für Neuere deutsche Literatur, ebenfalls in Kiel. Im selben Jahr meldete er sich freiwillig als Soldat und fiel kurz darauf im Krieg gegen die Sowjetunion. Er hatte zuletzt den Rang eines Leutnants inne.

## Rezeption
Unter den zeitgenössischen Germanisten fand Lugowskis Erstlingswerk Die Form der Individualität im Roman nur wenig Resonanz, da es sich nicht in die gängigen Denkmuster literaturwissenschaftlicher Arbeiten jener Zeit einfügte. Nach dem Zweiten Weltkrieg wurde Lugowski von vielen Germanisten wegen seiner Nähe zum Nationalsozialismus misstrauisch betrachtet. Auf der anderen Seite kam es im Zuge der Rationalisierung der Literaturwissenschaft seit den 1960er Jahren vermehrt zu einer Auseinandersetzung mit Lugowski und seinem Hauptwerk. Wird das Konzept des Mythischen Analogons heute auch weitestgehend von der Germanistik negiert, so haben doch einige Theoreme aus Lugowskis Schrift Eingang in den festen Begriffskanon der Literaturwissenschaft gefunden. Dazu zählen zum Beispiel:
- Finale Motivation (bei Lugowski Motivation von hinten): Das Handlungsgeschehen wird vom Ende her motiviert. Alles, was geschieht, dient dem Zweck, die Geschichte auf ein bestimmtes, von vornherein feststehendes Ende zuzuführen.
- Wie- und Ob-Spannung (bei Lugowski Wie- und Ob-überhaupt-Spannung): Die Spannung, wie etwas passiert bzw. die Spannung, ob etwas überhaupt passieren wird.
- Lineare Handlung: Es gibt keine Rückblenden oder Parallelhandlungen.

## Schriften (Auswahl)
- Die Form der Individualität im Roman. Studien zur inneren Struktur der frühen deutschen Prosaerzählung. (= Neue Forschung. Arbeiten zur Geistesgeschichte der germanischen und romanischen Völker, Band 14), Junker und Dünnhaupt, Berlin 1932.
  - Nachdruck: Die Form der Individualität im Roman. Studien zur inneren Struktur der frühen deutschen Prosaerzählung. Reprografischer Nachdruck der Ausgabe Berlin 1932. Olms, Hildesheim/New York 1970.
  - Taschenbuchausgabe: Die Form der Individualität im Roman. Mit einer Einleitung von Heinz Schlaffer. Band 151 der Reihe Suhrkamp-Taschenbuch Wissenschaft. Suhrkamp, Frankfurt am Main 1976, 2. Auflage 1994, ISBN 3-518-07751-1.
- Wirklichkeit und Dichtung. Untersuchungen zur Wirklichkeitsauffassung Heinrich von Kleists. Diesterweg, Frankfurt am Main 1936.
- mit Gerhard Fricke, Franz Koch (Hrsg.): Von deutscher Art in Sprache und Dichtung. 7 Bände. Kohlhammer, Stuttgart 1941.